# Zonnewijzer
Een zonnewijzer is een instrument om met behulp van de zon de tijd aan te wijzen, meestal in de vorm van een vlak of schijf waarop de tijd valt af te lezen aan de plaats van de schaduw die een stift (de stijl) erop werpt. De oudst bekende zonnewijzer dateert van omstreeks 1500 v. Chr. en werd in Egypte gevonden.
De wetenschap die zonnewijzers bestudeert uit wetenschappelijk, astronomisch en artistiek oogpunt, is de gnomonica.
De aarde draait om haar as. De schaduw van een voorwerp verandert daardoor voortdurend van richting. Als de schaduw naar het noorden wijst (op het zuidelijk halfrond naar het zuiden) is het precies middag. De zon staat dan in het zuiden (op het zuidelijk halfrond in het noorden) en in haar hoogste stand die dag, precies boven de meridiaan van de plaats waar de zonnewijzer zich bevindt. Het is 12 uur in lokale zonnetijd. Van daaruit kan men een verdeling maken en uurlijnen aanbrengen waarop de schaduw het uur aanduidt.
Het voorwerp dat de schaduw geeft is bij de meest voorkomende zonnewijzers een poolstijl. Opdat hij het hele jaar de tijd juist aanduidt, moet de stijl evenwijdig aan de aardas staan. De stijl wijst dan naar het noorden (op het zuidelijk halfrond naar het zuiden), naar de pool, in een hoek met het grondvlak gelijk aan de breedtegraad. Een gnomon is een type zonnewijzer waarvan de schaduwgever loodrecht op het vlak met de uurlijnen staat.

## Typen zonnewijzers

### Equatoriale zonnewijzer

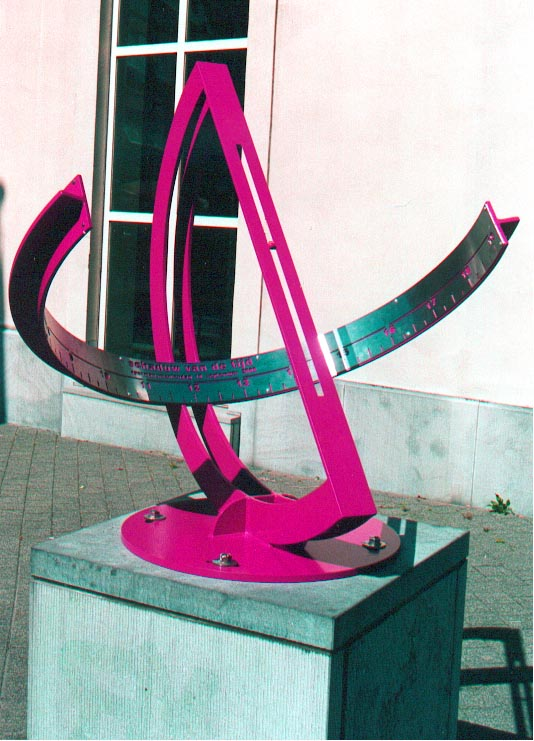
Sferische equatoriale zonnewijzer (Hasselt)

Bij een vlakke equatoriale zonnewijzer is de stijl evenwijdig met de poolas en staat het vlak met daarop de uurlijnen loodrecht op de stijl, en is dus evenwijdig met het vlak van de evenaar. In de herfst en in de winter schijnt de zon tegen de onderkant van dit vlak. De schaduw en de uurlijnen zijn dan meestal niet zichtbaar. Dit kan worden verholpen door de uurlijnen op een (equatoriale) ring aan te brengen en het vlak weg te nemen. Zo ontstaat de sferische equatoriale zonnewijzer. De uurlijnen en de stijl kunnen worden doorgetrokken naar een horizontaal of een verticaal vlak. Zo kan een horizontale of een verticale zonnewijzer worden gemaakt.

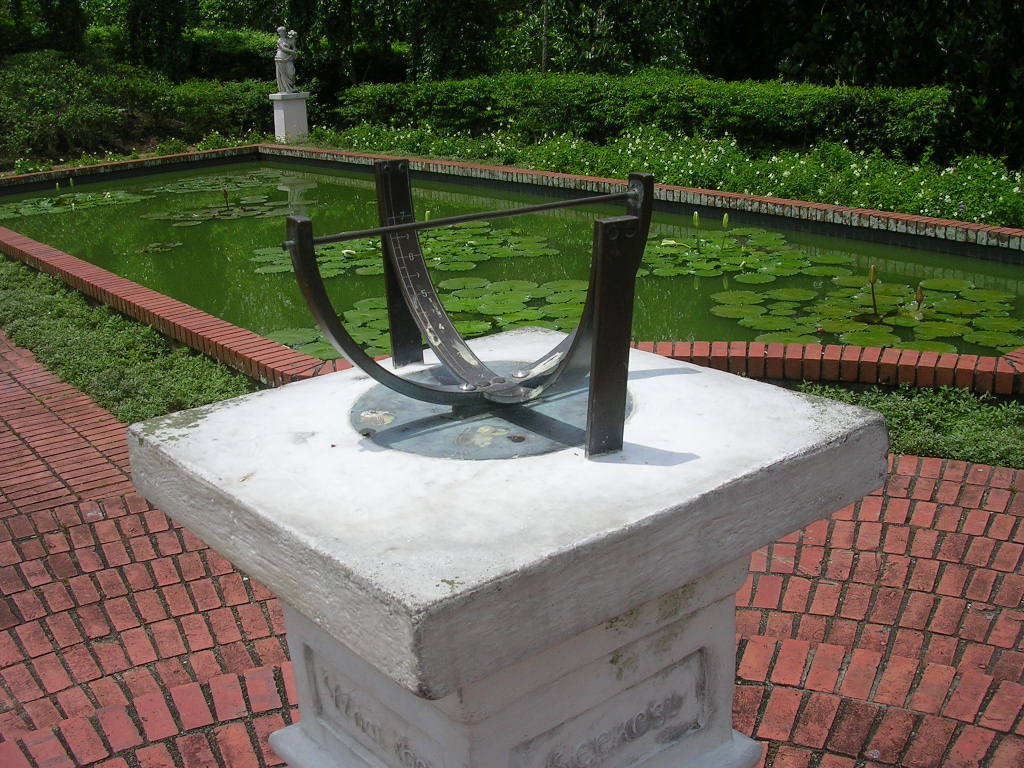
Sferische equatoriale zonnewijzer in Singapore.

Bovenstaande zonnewijzer illustreert dat de helling van de stijl gelijk is aan de breedtegraad. In dit geval is de stijl ongeveer horizontaal omdat de breedtegraad van Singapore (1° 17′ 0″ N) nagenoeg 0° is.

### Horizontale zonnewijzer

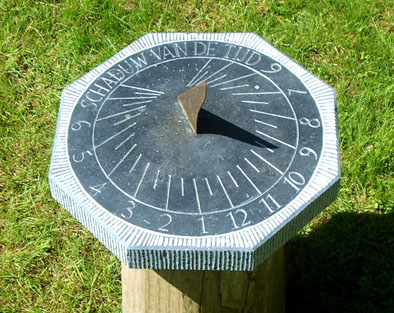
Horizontale zonnewijzer (Hasselt)

Bij een horizontale zonnewijzer is het vlak met de uurlijnen horizontaal en zo geplaatst dat de 12-uurlijn noord-zuid gericht is. De volgorde van de uurcijfers is op het noordelijk halfrond die van de cijfers op een uurwerk (op het zuidelijk halfrond andersom).

### Verticale zonnewijzer

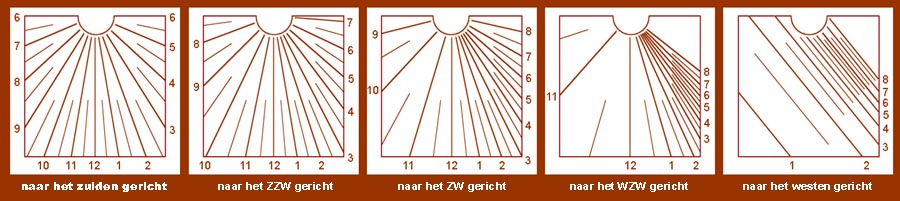
Uurlijnenpatroon van verticale zonnewijzers - voor 51° noorderbreedte - gericht naar richtingen tussen het zuiden en het westen (voor richtingen tussen het zuiden en het oosten gelden de spiegelbeelden hiervan).

Bij een verticale zonnewijzer is het vlak met de uurlijnen verticaal. De volgorde van de uurcijfers op een verticale zonnewijzer is op het noordelijk halfrond tegengesteld aan die van de cijfers op een uurwerk (op het zuidelijk halfrond andersom).

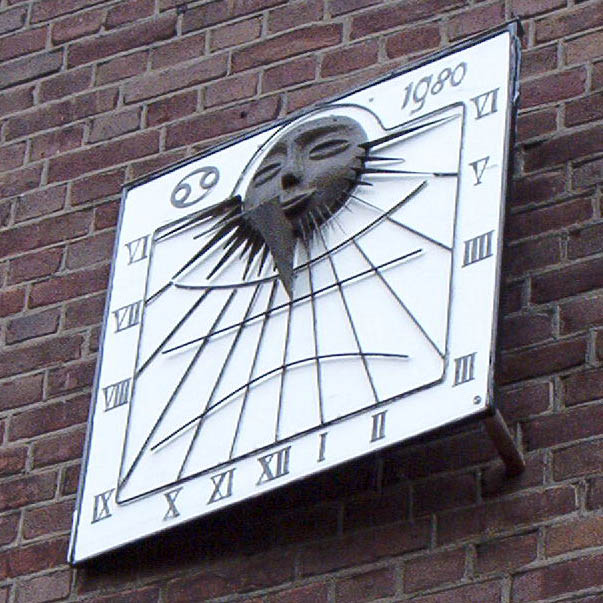
Verticale zonnewijzer (Maastricht)

Op een verticale zonnewijzer staat de 12-uurlijn verticaal. Is de zonnewijzer precies naar het zuiden gericht dan is het uurlijnenpatroon links en rechts van de 12-uurlijn symmetrisch. De meeste muren zijn echter niet precies naar het zuiden gericht, daarom richt men de zonnewijzer (zoals op de foto hierboven) of hebben verticale zonnewijzers een asymmetrisch uurlijnenpatroon. Is de zonnewijzer precies naar het westen of naar het oosten gericht dan is er geen 12-uurlijn en lopen de andere uurlijnen parallel aan elkaar. Op een oostelijk gerichte zonnewijzer zijn dat alleen de uren van de voormiddag, op een westelijk gerichte zonnewijzer die van de namiddag.

### Zonnewijzers die een of meer data aanduiden

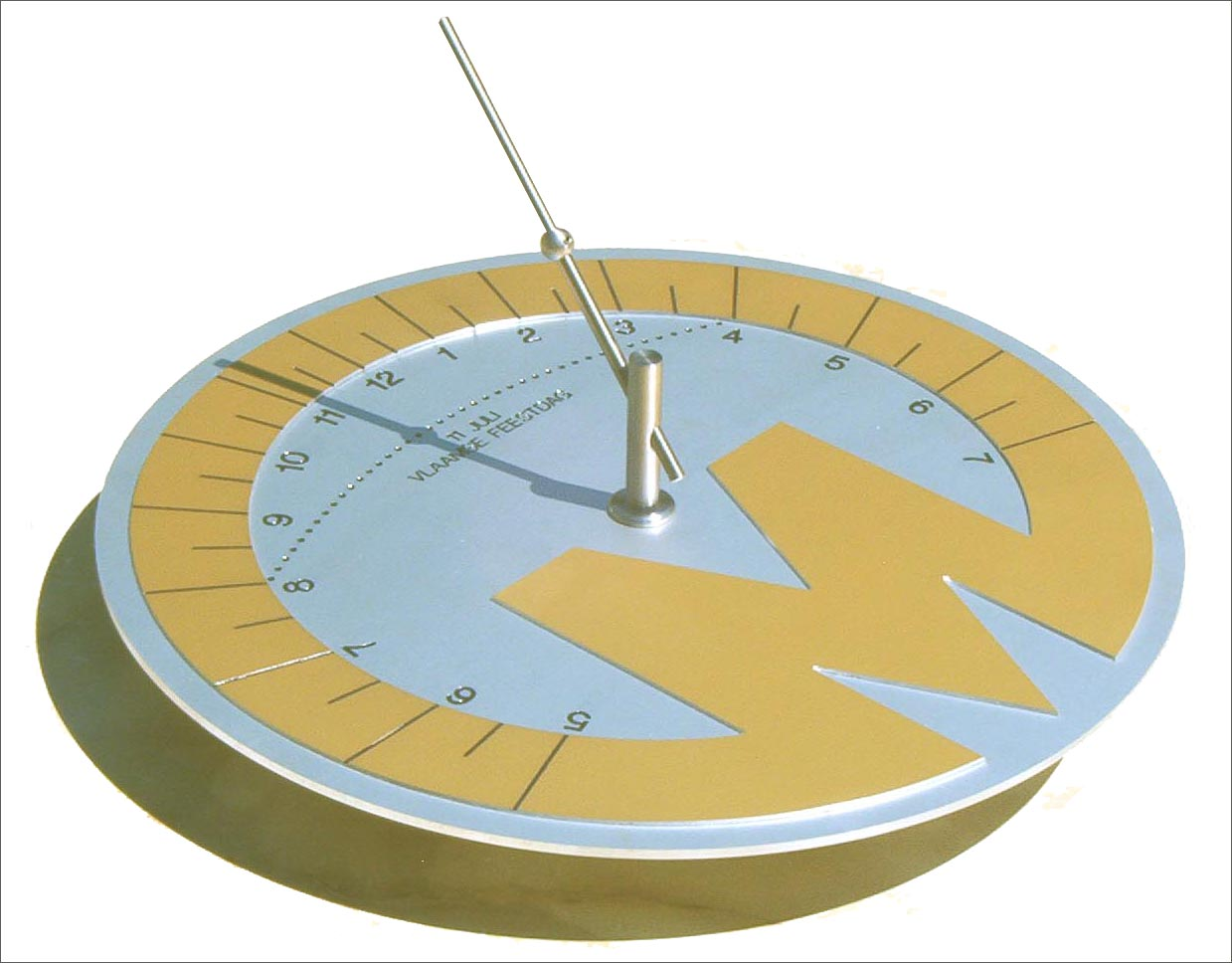
Marnixringzonnewijzer

De zon staat, afhankelijk van de seizoenen, hoger of lager. Schaduwen zijn daardoor korter of langer. Hiervan kan men gebruikmaken om op een zonnewijzer ook een datum aan te geven. Op de afgebeelde Marnixringzonnewijzer staan de uurlijnen op het embleem van de serviceclub Marnixring. Op 11 juli, de Vlaamse feestdag, schuift de schaduw van een bolletje op de stijl van 's morgens tot 's avonds over een gebogen lijn.

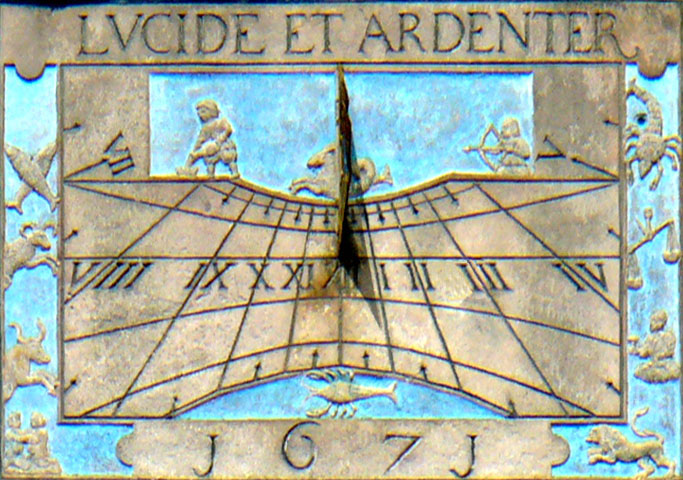
Verticale zonnewijzer Abdij Rolduc. De punt van de schaduw van de stijl geeft de datum aan. Op de foto is dat 30 juli, in het dierenriemteken Leeuw

De zonnewijzer kan ook gebruikt worden als een soort kalender. Er staan dan (overwegend gebogen) datumlijnen op die periodes van het jaar afbakenen. Veelal zijn dit de periodes van de dierenriem. De schaduw van het uiteinde van de poolstijl of van een markering erop geeft dan gedurende elke dag in zulke periode de datum aan. Dat is het geval op de hierbij afgebeelde zonnewijzer in de Abdij Rolduc.

### Analemmatische zonnewijzer

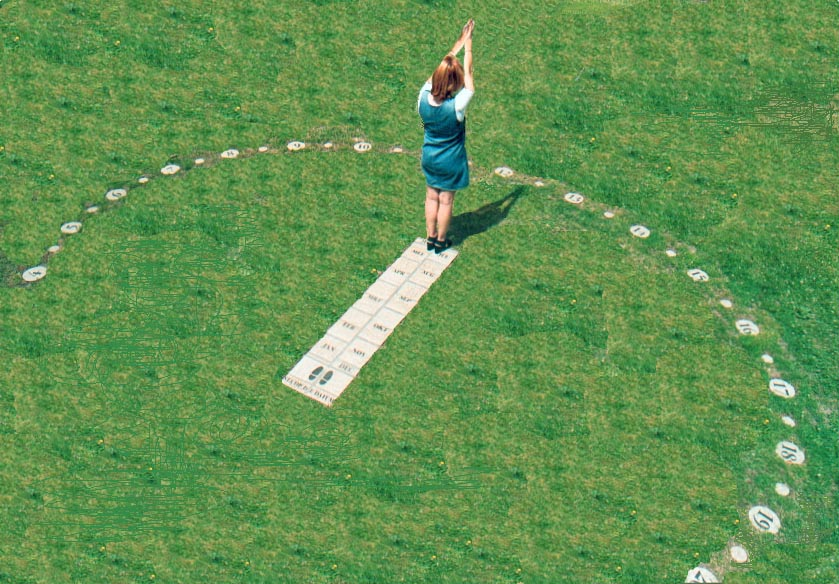
Analemmatische zonnewijzer (Stadsmuseum Hasselt)

Een heel bijzonder soort zonnewijzer is de analemmatische zonnewijzer. De uurpunten staan op een ellipsvormige omtrek waarvan de vorm afhankelijk is van de breedtegraad. Als men er in gaat staan, ter hoogte van de datum op een soort kalender, dan wijst de eigen schaduw het uur aan.
De analemmatische zonnewijzer wordt ook zonnewijzer van Brou genoemd, naar de Franse plaats nabij Bourg-en-Bresse waar de oudste van dit soort zonnewijzers zich bevindt.

### Islamitische zonnewijzer
De islamitische zonnewijzer is een puntzonnewijzer met lijnen die aangeven wanneer een gebed moet worden gehouden. De tijdstippen die meestal aangegeven worden zijn die voor Zuhr, Asr-i evvel en Asr-i sâni. De oudste overlevende islamitische zonnewijzer wordt toegeschreven aan Ibn al-Saffar wordt bewaard in het Museo Etnológico y Arqueológico de Córdoba.

### Middagzonnewijzer

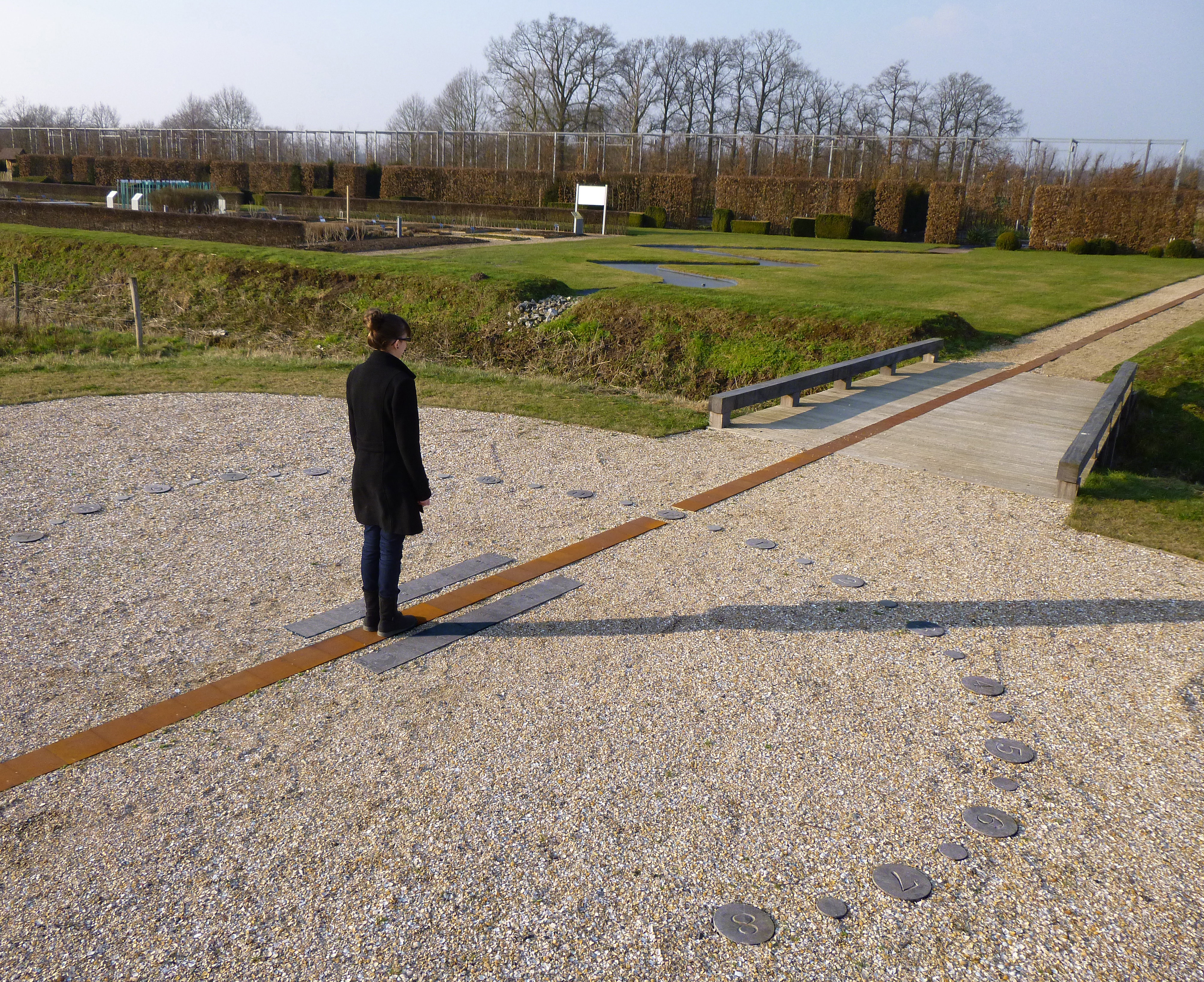
Meridiaanlijn en analemmatische zonnewijzer in kruidentuin Abdijsite Herkenrode (Hasselt)

Een middagzonnewijzer wijst het uur maar op één uur aan, het middaguur. De uurlijn is de meridiaanlijn, meestal uitgevoerd als een strip op een plein of op een pad of op de vloer in een kerk. Het zonlicht door een opening in een glasraam, of de schaduw van een zuil, een persoon of een bol op een gebouw valt op het middaguur, 12 uur zonnetijd, precies op de meridiaanlijn. De zon staat dan immers in het zuiden. Wie op het middaguur precies naar het noorden loopt, loopt zijn schaduw achterna. Zoals op andere types van zonnewijzers geeft de schaduw op een middagzonnewijzer soms ook datums aan.

### Zonnewijzers voor Babylonische, Italische en ongelijke uren

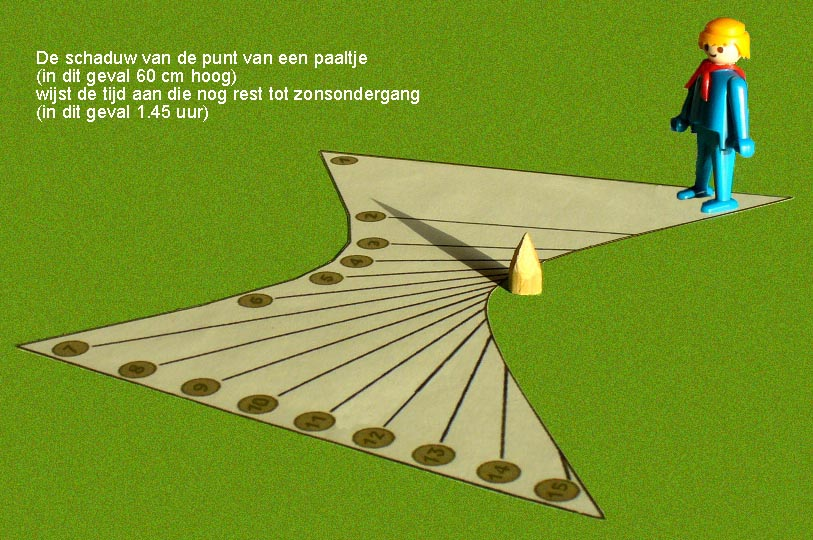
Zonnewijzer die co-Italische uren (tijd die rest tot zonsondergang) aangeeft

Naast zonnewijzers met de gewone uren, die tellen vanaf middernacht of vanaf het middaguur, zijn er ook zonnewijzers die gebaseerd zijn op zonsopgang of zonsondergang. 'Babylonische uren' is het aantal uren dat verstreken is sinds zonsopgang, 'Italische uren' is het aantal uren dat verstreken is sinds de vorige zonsondergang. Dit laatste aantal uren afgetrokken van 24, de co-Italische uren, is het aantal uren dat nog rest tot zonsondergang. Dit soort tijdmeting was in gebruik in vroeger eeuwen, toen men werkte van zonsopgang tot zonsondergang. Bij deze zonnewijzers wordt de tijd afgelezen bij het uiteinde van de schaduw, waarbij niet alleen de richting van de schaduw van belang is maar ook de lengte ervan.
Tot omstreeks 1300 na Chr. verdeelde men de periode van zonsopgang tot zonsondergang (de 'dag') in 12 uren. In de winter waren dat in gematigde streken dus korte uren, in de zomer lange uren. Er bestaan daarop aangepaste zonnewijzers, zonnewijzers voor ongelijke uren.
De tijdmeting die rekening houdt met het tijdstip van zonsopgang en zonsondergang was in gebruik in vroeger eeuwen, toen men werkte van zonsopgang tot zonsondergang.

### Digitale zonnewijzer

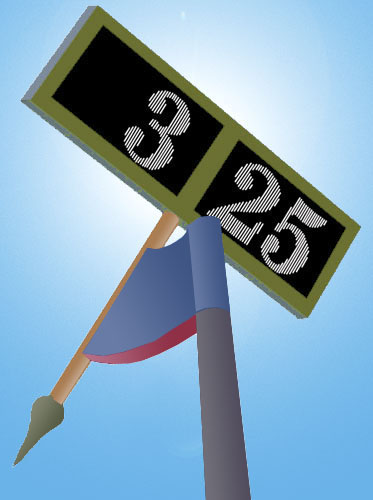
Digitale zonnewijzer

Er bestaan ook "digitale zonnewijzers" zonder elektronica of bewegende delen. Door een vernuftige combinatie van twee parallelle platen met daarin spleten, gaat het licht door alle spleten in de ene plaat en, afhankelijk van de stand van de zon, door bepaalde spleten in de andere plaat. Zo ontstaat een beeld in cijfers, in dezelfde vorm als die op een digitaal uurwerk. Die tijdsaanduiding verandert om de 5 of 10 minuten.
Een uitvoering hiervan staat sinds 2000 in het Zonnewijzerpark in Genk.

## Merkwaardige zonnewijzers in Vlaanderen, Brussel en Nederland
De grootste zonnewijzer van België staat in Brussel. De mooiste zonnewijzer van Nederland staat in Groningen. De oudste zonnewijzer van Nederland en een van de oudste van Europa, is de verticale zonnewijzer uit 1463 bij de Jacobikerk in Utrecht. De oudst bekende volwaardige zonnewijzer in Vlaanderen is de tafelzonnewijzer uit 1601, permanent tentoongesteld in het Rubenshuis in Antwerpen. Een uniek type van zonnewijzer is de cilindrische zonnewijzer in Humbeek (Grimbergen). Hij is van opaal glas, een bol in het bovenvlak werpt zijn schaduw op de binnenwand en is op de buitenwand te zien. Op de voormalige apotheek Delacre aan de Coudenberg in Brussel staat, bijna westelijk gericht, hoog aan de trapgevel van een neogotisch gebouw een van de mooiste zonnewijzers van België, uitgevoerd op een tafereel van hoogwaardig mozaïek.

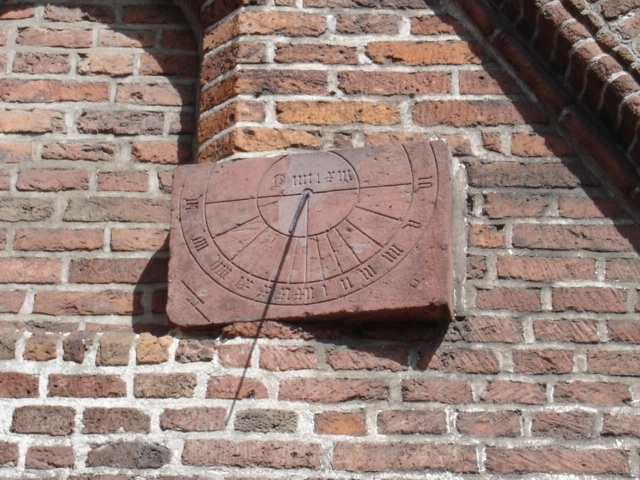
Oudste zonnewijzer van Nederland in Utrecht (1463)
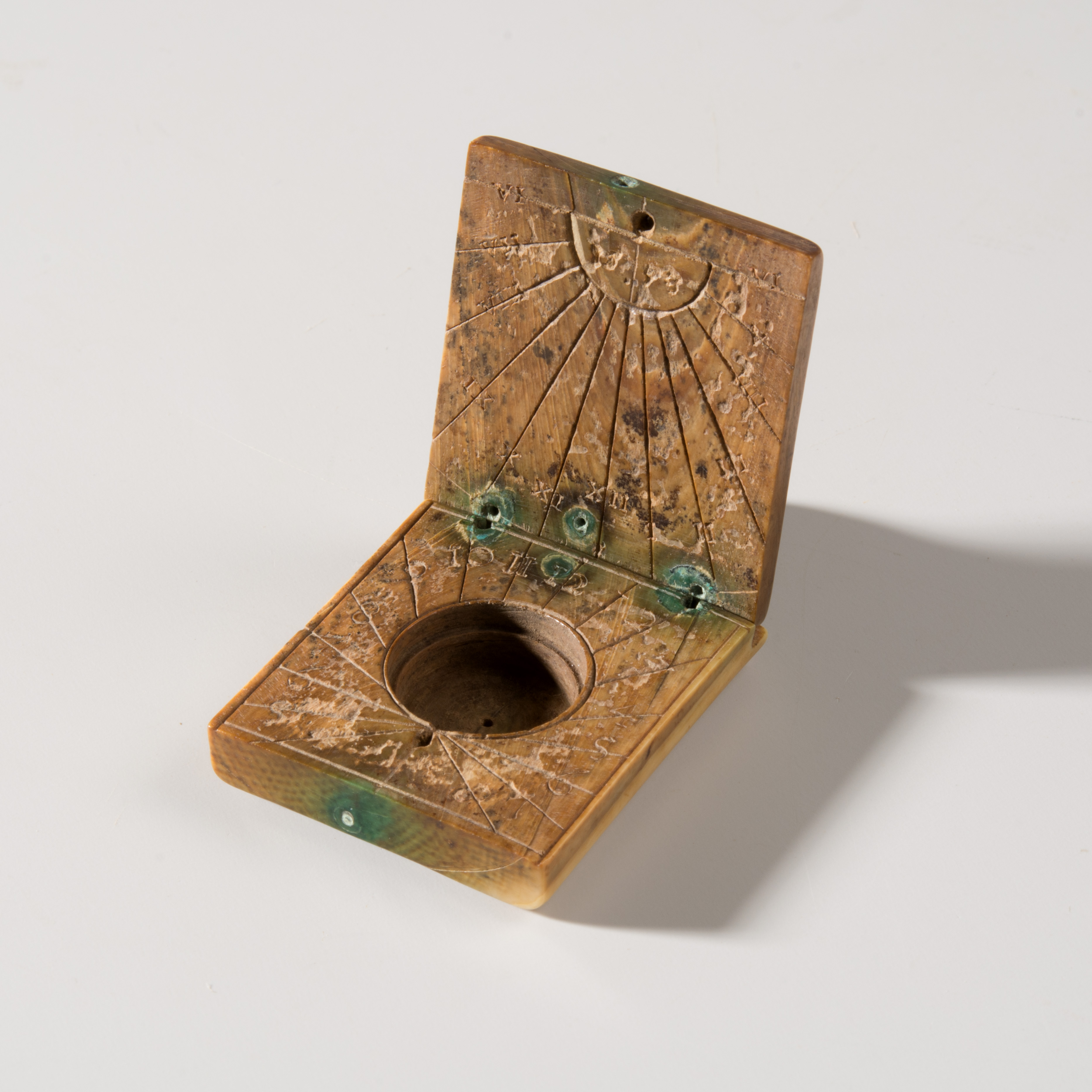
Nijmeegse zakzonnewijzer uit de 16e of vroeg-17e eeuw
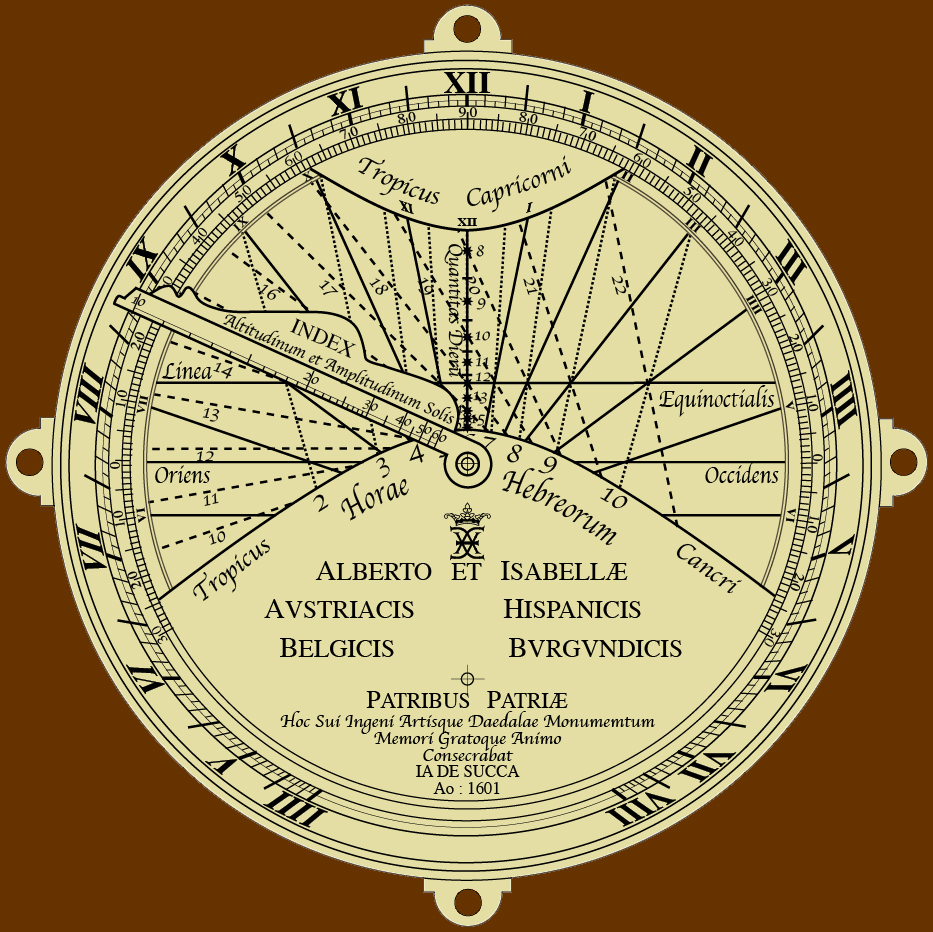
Hertekend tafereel van de oudst bekende volwaardige zonnewijzer van Vlaanderen, de tafelzonnewijzer in het Rubenshuis te Antwerpen (1601)
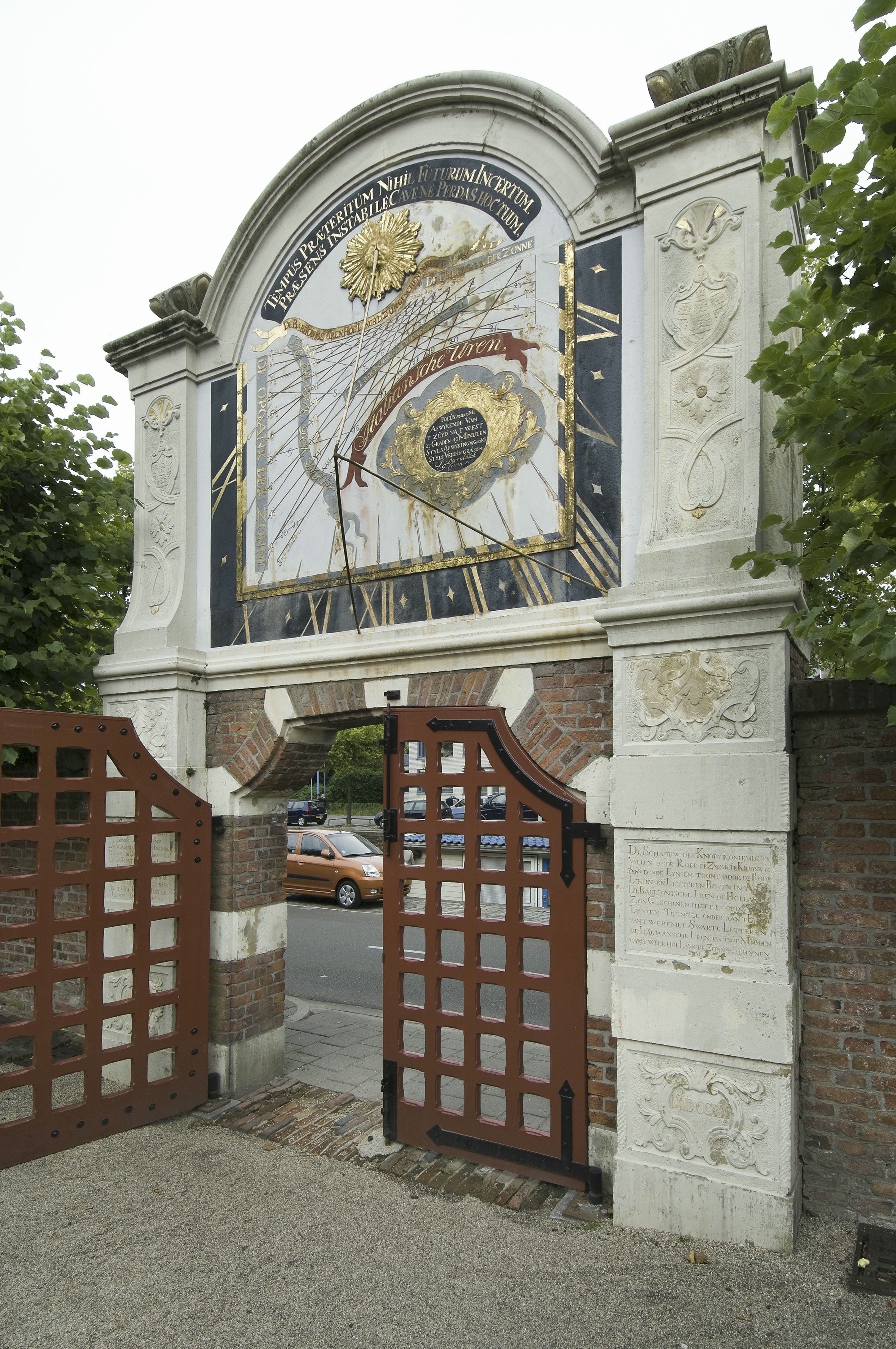
Zonnewijzer op de poort van het Prinsenhof in Groningen, bekend als de mooiste zonnewijzer van Nederland (1731)
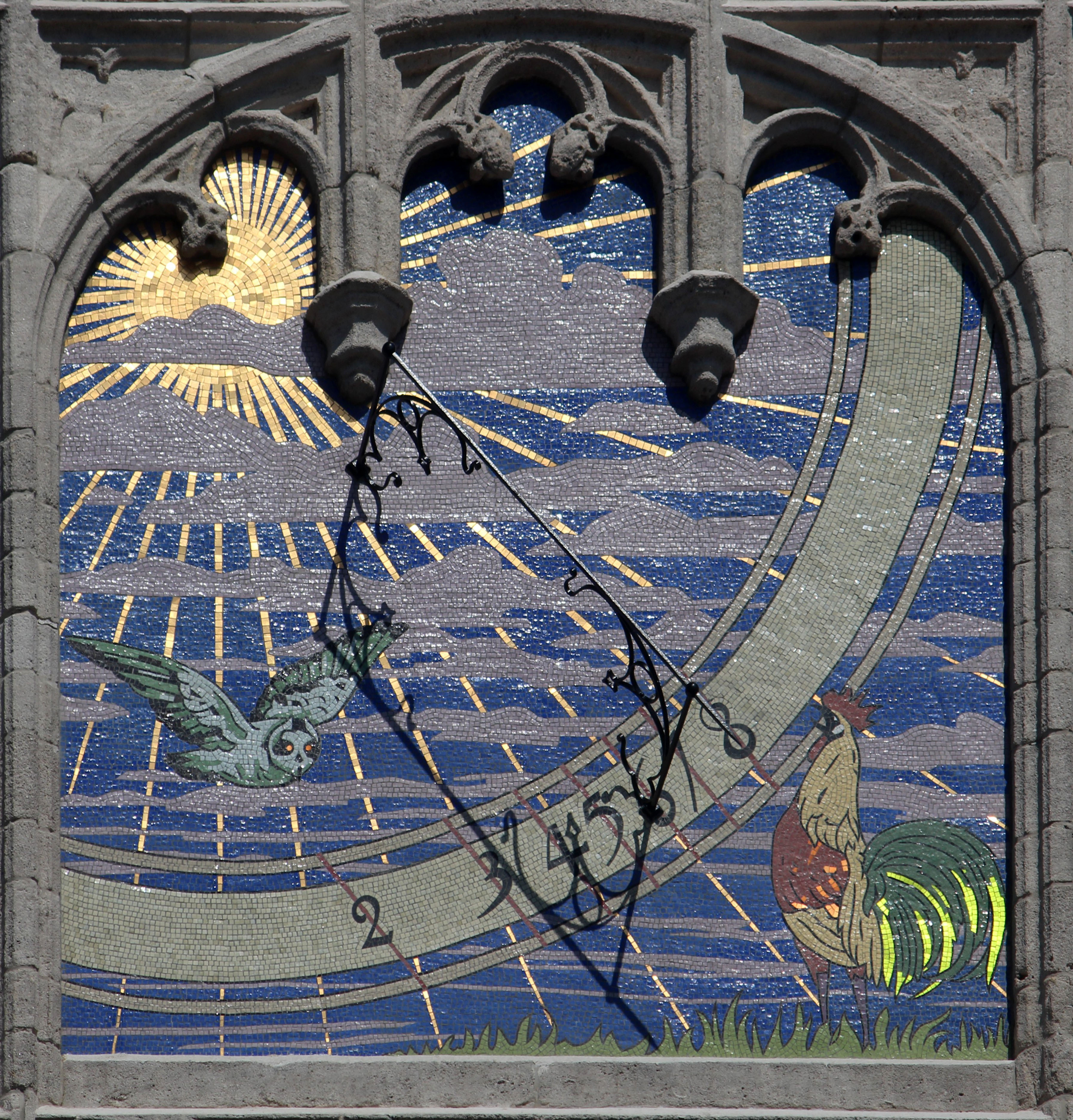
Zeer mooie zonnewijzer op een tafereel van mozaïek te Brussel Coudenberg 64-66, 19e eeuw
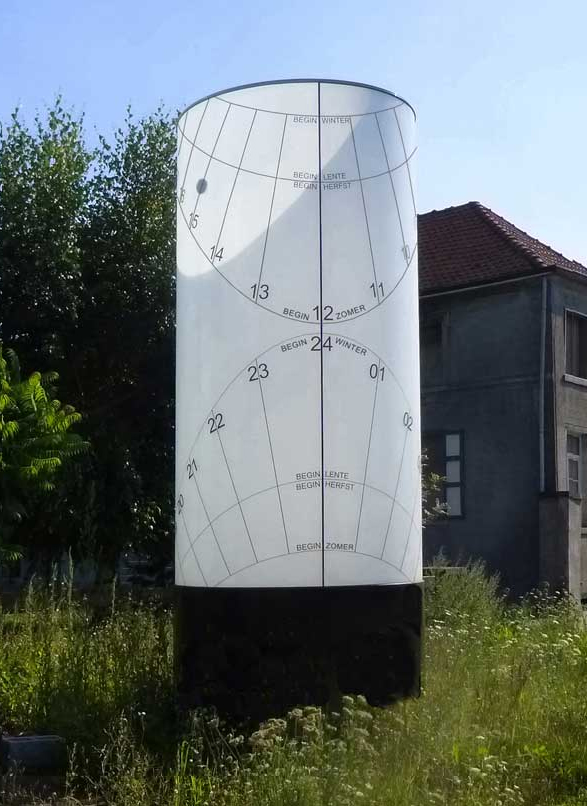
Cilindrische zonnewijzer in opaal glas in Humbeek (Grimbergen), 21e eeuw
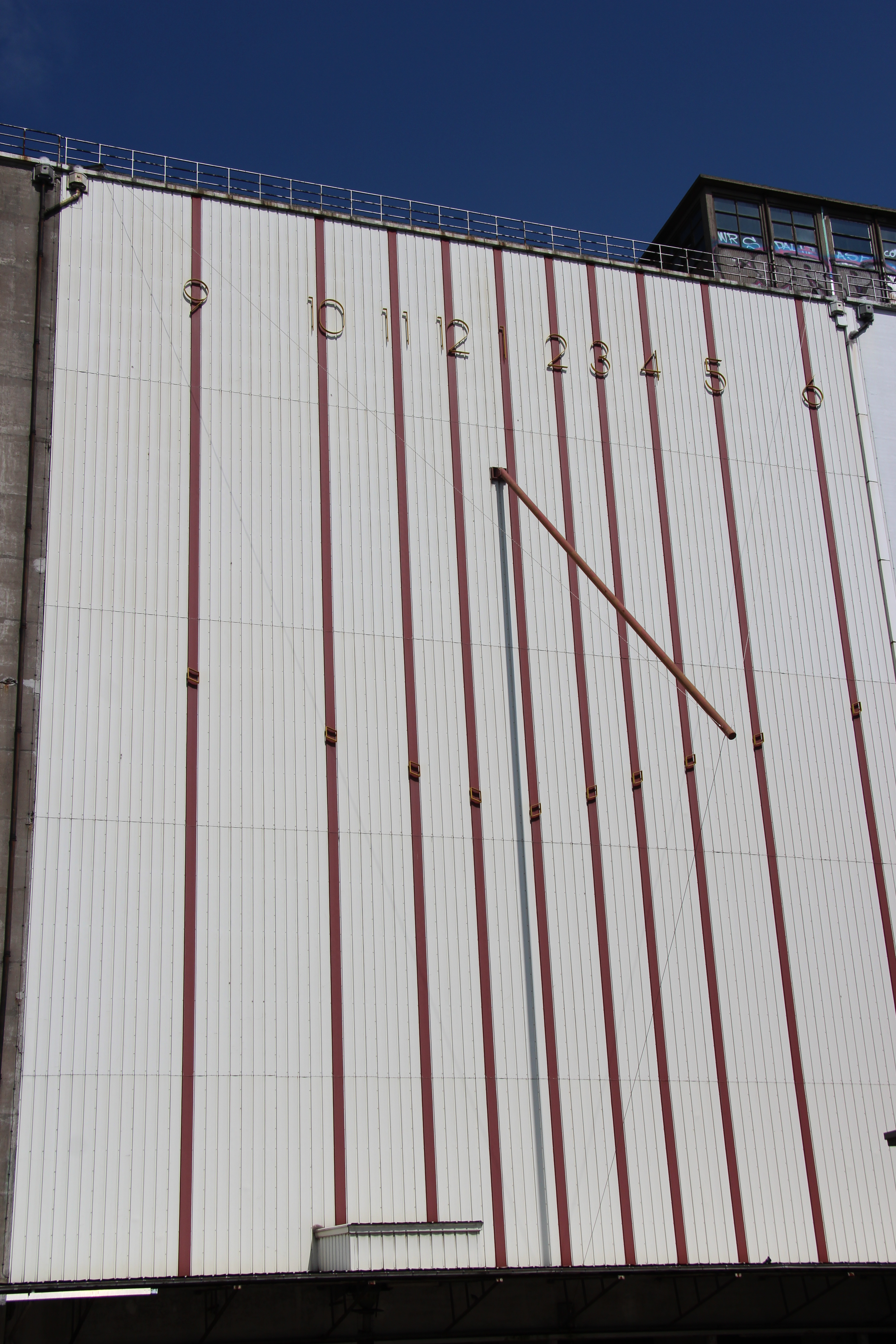
Zonnewijzer aan de muur van de Meelfabriek te Leiden. Ooit de grootste van Europa. Afgebroken in 2021.

## Kloktijd of zonnetijd?
Zonnewijzers geven meestal de ware plaatselijke tijd of zonnetijd aan, volgens welke het 12:00 uur is op het moment dat de zon in het zuiden en dus op het hoogste punt staat. In Nederland en Vlaanderen loopt de officiële tijd voor op de zonnetijd, de ene dag meer dan de andere.
Dat heeft drie oorzaken:
1. De officiële tijd is afgestemd op de zonnetijd van de 15e oostelijke lengtegraad. Per lengtegraad meer naar het westen loopt de officiële tijd 4 minuten meer voor op de zonnetijd ter plaatse.
2. Doordat de aardas schuin staat en de aarde in een elliptische baan rond de zon draait, is er een correctie nodig die tijdsvereffening heet. Zij varieert van dag tot dag, in de lente en de zomer tussen +6 en -6 minuten, in de herfst en de winter tussen +14 en -16 minuten.
3. Als de zomertijd geldt komen daar nog 60 minuten bij.

Een voorbeeld: op 1 juli in het midden van Nederland en Vlaanderen (op 5° oosterlengte) loopt een uurwerk 40 (oorzaak 1) + 4 (oorzaak 2) + 60 (oorzaak 3) = 104 minuten voor op de ware plaatselijke tijd zoals die op een zonnewijzer is af te lezen.
Er bestaat een soort kalender waar men dit verschil voor elke dag en voor elke plaats in Vlaanderen en Nederland kan aflezen.
Een zonnewijzer die de kloktijd aanduidt, geeft niet meer informatie dan een gewoon uurwerk. De zonnetijd is echter niet meer af te lezen. Toch worden dergelijke zonnewijzers gemaakt. De drie oorzaken hierboven vermeld worden bij de constructie verrekend. Het resultaat is een ingewikkeld lijnenpatroon waar alleen geoefenden hun weg in vinden. Door de zonnewijzer in twee stukken te verdelen (een voor de lente en de zomer, het andere voor de herfst en de winter), wordt de aflezing iets minder moeilijk. Zie voor een voorbeeld de hieronder afgebeelde zonnewijzer in Bütgenbach.

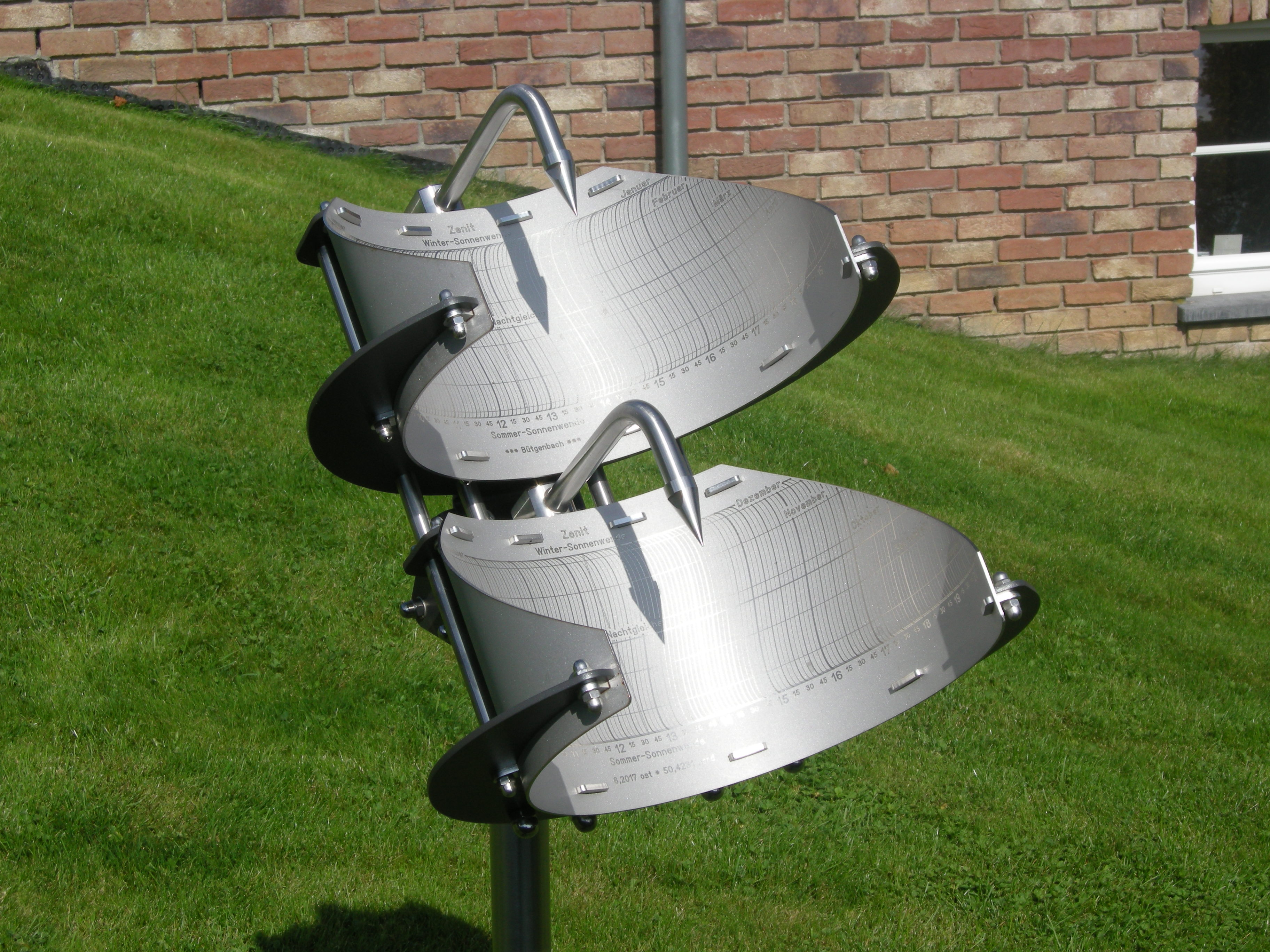
Sferische equatoriale zonnewijzer in Bütgenbach, België. Deze nauwkeurige zonnewijzer (precisie = ±30 seconden) geeft niet alleen de kloktijd maar ook de datum aan.

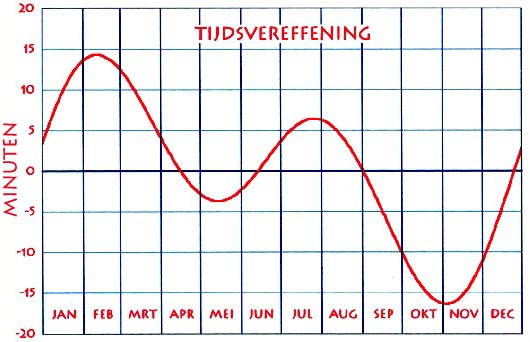
Grafiek van de tijdsvereffening.
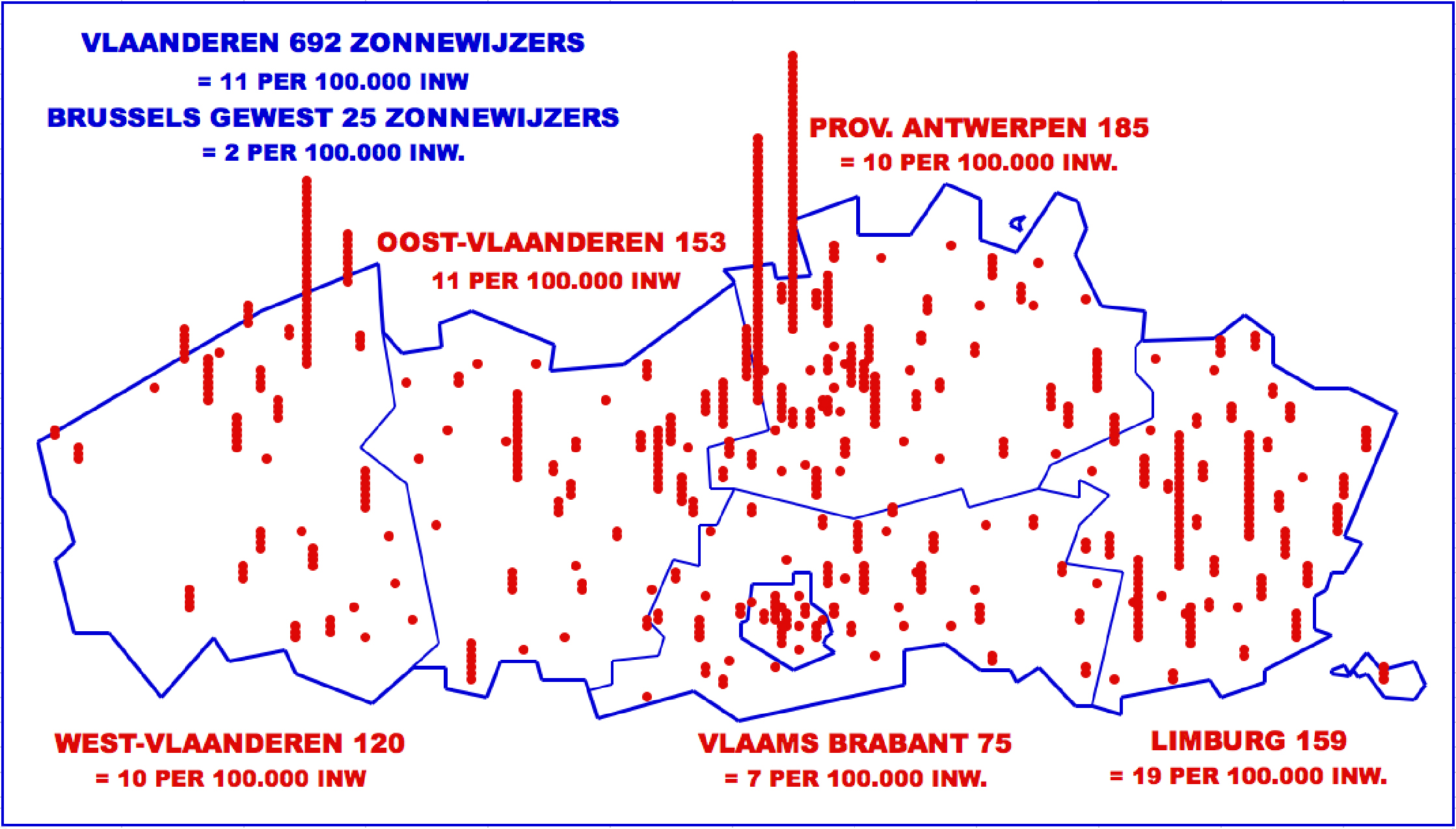
Limburg is in Vlaanderen de provincie met het grootste aantal zonnewijzers per 10.000 inwoners.[22] Bron: Inventaris van Zonnewijzers in Vlaanderen begin 2013, Patric Oyen

## Opschriften op zonnewijzers
Op zonnewijzers staan vaak opschriften of zonnewijzerspreuken. Zo lezen voorbijgangers op een zonnewijzer niet alleen het uur en soms de datum af maar krijgen ook boodschappen en vermaningen mee die hen doen nadenken over het gebruik van de tijd, het leven en de dood. Ook lofbetuigingen aan God, patriottische en politieke leuzen komen voor. Enkele voorbeelden: "Maak voort, want het is later dan je denkt", "Reiziger gegroet, let op de tijd", "Het kan niet altijd lente zijn" of "Haast u langzaam" (van het Grieks "σπευδετε βραδεως" [speudete bradeoos]). Dikwijls staan de spreuken er in het Latijn op, zoals "Carpe diem" ("Pluk de dag") of "Tempus fugit" ("De tijd vliegt").
Op de horizontale zonnewijzer hierboven staat het doordenkertje "Schaduw van de tijd".
Sommige mededelingen hebben direct te maken met de zonnewijzer zelf, zoals: "Door de zon kan ik de tijd aanwijzen", "Zonder zon ben ik stil" of "De wolken en de nacht zijn mijn vijanden". En ook hier weer in het Latijn zoals: "Horas non numero nisi serenas" ("Ik tel slechts de zonnige uren").
Een politiek getint opschrift staat op de zonnewijzer bij het Veltmanshuis in Sint-Martens-Voeren (gemeente Voeren): "Tempus reditum non concedit" ("De tijd laat geen terugkeer toe") met een knipoog naar de partij Retour à Liège die ijverde voor de terugkeer van Voeren naar de provincie Luik.

## Zonnewijzer in andere zin

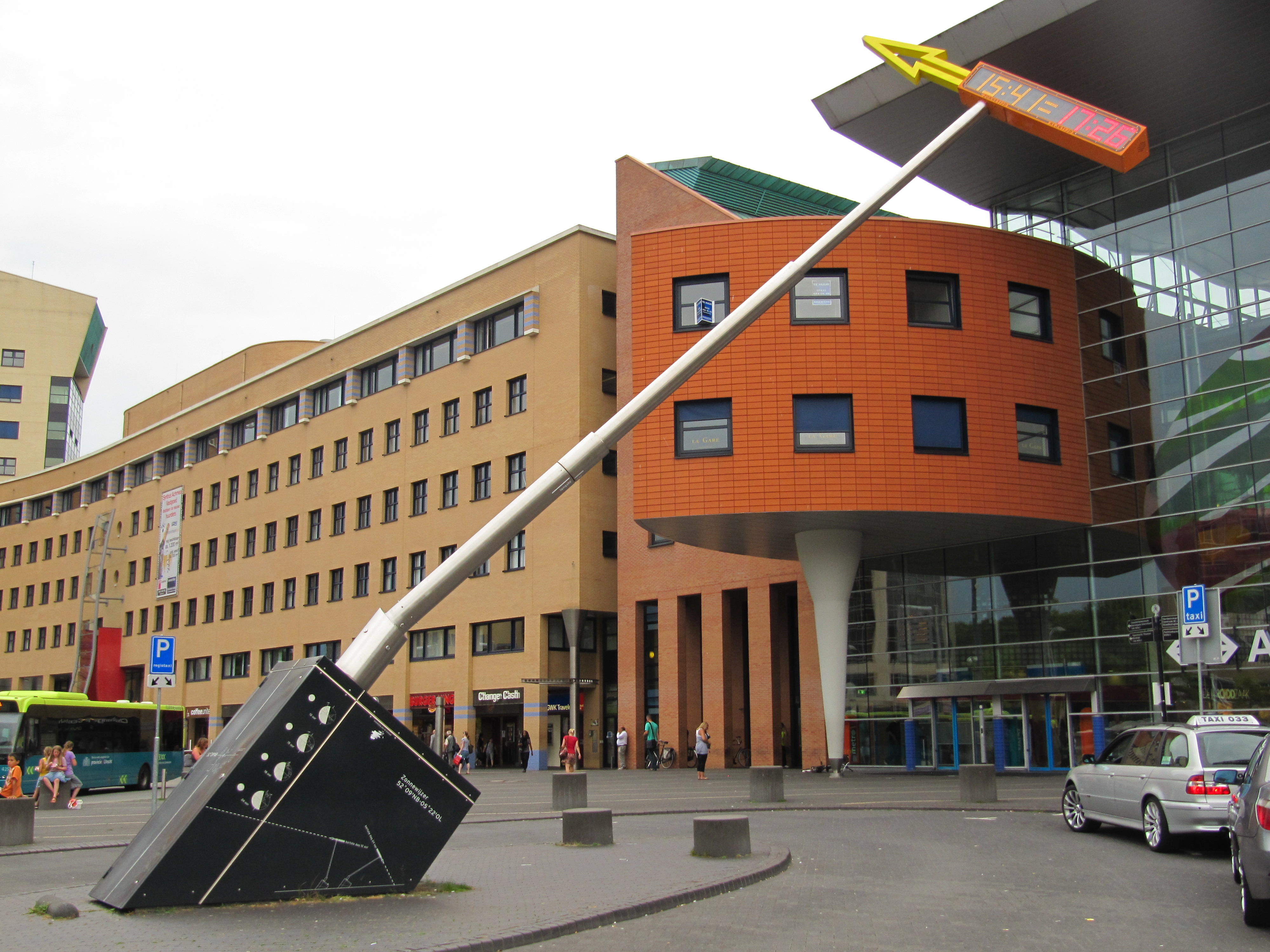

Op het stationsplein van Amersfoort Centraal staat een "zonnewijzer" in de zin van een constructie met een grote pijl die steeds naar de zon wijst. De pijl staat boven op een paal met een knik, waarvan het onderste gedeelte parallel aan de aardas is geplaatst en de draaiing van de Aarde om zijn as compenseert, en het bovenste deel de draaiing van de Aarde om de zon compenseert. De constructie bevat elektronica, waaronder een gewone digitale klok, en is niet afhankelijk van zonlicht, en laat juist ook de juiste richting zien als het bewolkt is, en als de zon onder is. Als de zon wel schijnt is te zien dat de juiste richting wordt aangegeven door op het plein op de plaats te gaan staan waar de pijl de zon onttrekt aan het zicht. Men kijkt dan aan tegen de achterkant van de pijl.